# 龟猴分树
《龟猴分树》是一部中国上海美术电影制片厂制作的剪纸片，由万古蟾导演，于1959年上映。

## 剧情简介
乌龟发现了一棵被山洪冲到岸边的香蕉树，找来猴子帮忙将树扛回。猴子提出了与乌龟分树的要求，他把树砍成两截，把有香蕉的那截留给了自己，将有树根的另一截分给了乌龟。乌龟将自己分到的、有树根的那截种到了土里，并精心照料，使得那半截树重新长出了树干、树枝，并结出了满树的香蕉。而猴子分到的有香蕉的那半截树，因为失去了树根，很快就枯萎死亡。